# مرزا
مرزا در فرهنگ زبان اردو و زبان دری کسی را که در نویسندگی مهارت داشته باشد گویند . مانند مرزا عبدالقادر بیدل. در ۲۰۰ سال اخیر در افغانستان  مرزا کسی را گویند که تحصیلات مسجدی یا تحصیلات الی صنوف ۶ داشته ولی در نویسندگی مهارت داشته در دستگاه دولت افغانستان جذب گردیده به صفت کاتب یا مرزا دفتر کار می نمودند.

## میرزا
در فرهنگ هندی و فارسی بنام نواب زاده یا پسر پادشاه ، پسر میر ، پسر خان منطقه را گویند

## منبع
- مرزا عبدالقادر بیدل ویکی پیدیا اردو